# Tatsue-ji
Tatsue-ji (立江寺) est le 19e temple du pèlerinage de Shikoku.
Il est situé sur la municipalité de Komatsushima, préfecture de Tokushima, au Japon.
On y accède, depuis le temple 18, Onzan-ji, après une marche d'environ 4,5 km en ville.
En 815, Kūkai est venu à cet endroit pour y sculpter une statue de Jizō. Le temple est un des temple sekisho, une forme de point de contrôle spirituel, où le pèlerin sera autorisé à continuer ou devra recommencer le pèlerinage. C'est cependant le seul temple sekisho qui n'est pas atteint après une montée essoufflante.
En 2015, le Tatsue-ji est désigné Japan Heritage avec les 87 autres temples du pèlerinage de Shikoku.